# チキンウィング・アームロック

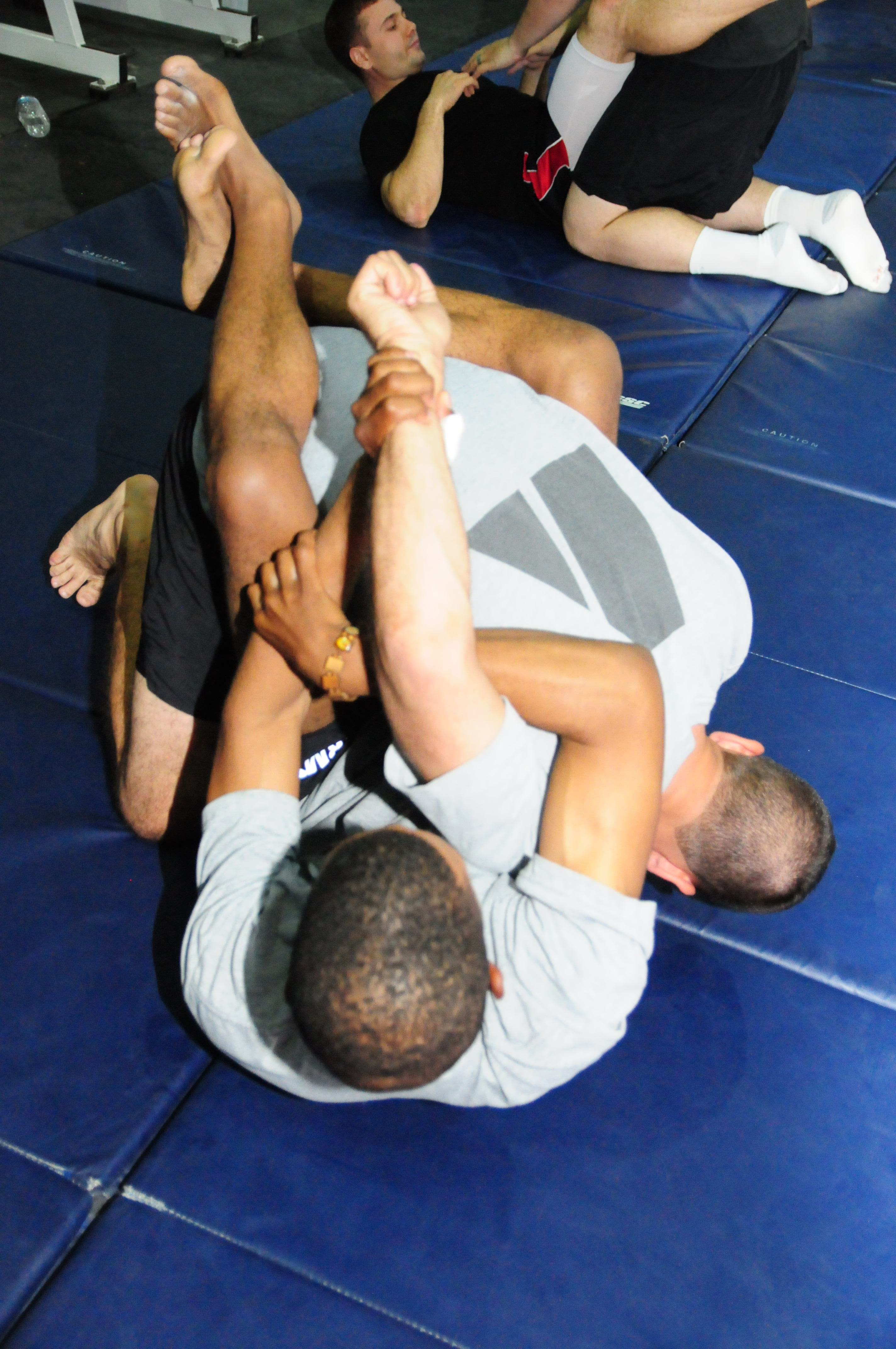
ガードポジションからのチキンウィングアームロック。掴み方は良くないとされる親指を使ってる。

チキンウィングアームロック (Chicken Wing Arm Lock) は、格闘技における関節技、アームロック、ダブルリストロックの一種である。柔道においては腕緘に含まれる。別名はキムラロック (Kimura Lock)、腕緘召捕（うでがらみめしとり）、反対腕緘（はんたいうでがらみ）、逆腕緘（ぎゃくうでがらみ）。

## 概要
相手の腕を曲げて体の裏側に捻るダブルリストロックである。片方の手で相手の手首を掴み、さらにもう一方の腕で「4の字」を作り、相手の腕を絡めながら自分の手首を掴み、相手の手を相手の背後に回すように捻る。絡めた腕が支点となるテコの原理で肩関節にダメージを与えることができる。どんな体勢からでも狙うことができて相手が逃げようと動いても腕が極まる方向になりやすく、また、リストロックや腕挫十字固などの連絡技に移行しやすいため、プロレスだけではなく、総合格闘技の試合でもよく用いられる。
アントニオ猪木がアクラム・ペールワンを、藤原喜明がスーパータイガーを、この技で肩脱臼に追い込んでいる。ルー・テーズにこの技を伝授したジョージ・トラゴスは、挑戦してきた素人をこの技で腕切断に追い込んだという。肩の関節に加えて靭帯も損傷したらしく、当時の医療技術で治療する事は困難だった。名手はテーズ、藤原をはじめ、上田馬之助が奥の手として隠し持っていたことでも知られる。エル・サムライも得意技としている。WWEでブロック・レスナーが得意技としており、トリプルHをしばしば破った技である。
ブラジリアン柔術や総合格闘技では「キムラロック」、もしくは単に「キムラ」と呼ぶが、これは1951年10月23日のプロ柔道家としてブラジルに渡った柔道家の木村政彦がマラカナン・スタジアムでエリオ・グレイシーをこの技で破り、エリオが木村の強さに敬意を示してキムラロックと名付けたものである。この経緯は『木村政彦はなぜ力道山を殺さなかったのか』（増田俊也）に詳しく書かれている。木村政彦は柔道の現役時代からこの技を絶対的な得意技としていたが、その技術は拓大予科が高専柔道に参加して徹底的に寝技を磨いたことによる。1926年の書籍『新式柔道』に抑え込みからとガードポジションからの実演が写真付きで掲載されている。

### 上から仕掛ける場合
横四方固めなど相手の上になっている体勢から片手で相手の手首（右手なら相手の左手、左手なら相手の右手）を掴んで輪を作り、もう一方の腕をその輪の後から通して相手の手首を掴んでいる腕を持って、そのまま相手の腕を背中側へ捻り上げる。トップ・キムラ (Top Kimura) と呼ばれる。
柔道家の木村政彦によると、相手が自分の帯を握って頑張っている時は一度逆に振って極めるのがよいとしている。

### 下から仕掛ける場合
ガードポジションの体勢から片手で相手の手首（右手なら相手の左手、左手なら相手の右手）を掴み、上体を起こして相手の腕の裏側に自分のもう一方の腕を通して手首を掴んでいる方の腕と輪を作ってから自分の上体を相手の側面（腕をキャッチしている側）にずらして胴体を両脚でしっかり挟んで腕を背中側に捻り上げ極める。

## 変化
両者立ち姿勢のままきめるチキンウィング・アームロックもある。

### 腕緘返
腕緘返（うでがらみがえし）は立ち姿勢から仕掛け、相手を返して寝姿勢に持ち込むチキンウィング・アームロック。相手も立っている場合と、相手が半膝立ちまたは、3点ポジションの場合が有る。
相手の正面または仕掛ける腕側の斜め側面に立ち、上へ引くようにして極める（下から仕掛ける場合と似た形になる）。
タックルのカウンターやバックからのクラッチの返して首相撲などから仕掛ける。柔道家の木村政彦は、足取り（片足タックル）への返し技とするのが良いとしている。
極めたまま自分も倒れこんで、胴絞め式に移行する場合も有る。
腕緘返は背後を取られた場合の返し技などで、ルー・テーズ、ヴォルク・ハンのほかに桜庭和志が得意技としたため、しばしばサクラバとも呼ばれる。しかし、桜庭が開発者というわけではなく、プロレス、キャッチ・アズ・キャッチ・キャン、サンボ、柔術の基本技の一である。
1982年の「講道館柔道の投技の名称」制定に向けて講道館では新名称の候補に挙がったが関節技ということで、採用されなかった。

## 分類と名称
名称についてはこの技を「ダブルリストロック」と呼ぶのにこだわるのはルー・テーズで、「チキンウィングフェースロックは鳥のように腕は動くが、ダブルリストロックは極められると腕は動かないから、チキンウィング・アームロックと呼ぶのはおかしい」とテーズが言っていた、とUWF系レスラーの宮戸優光の証言がある。この技を「ダブルリストロック」と呼ぶエド・ルイスの技術書では小手投げなどを「ウィングロック」と呼んでいる。「チキンウィング・アームロック」と呼ぶのは藤原をはじめとする宮戸以外のUWF系レスラーが中心であった。テーズは「試合中に1つしか技を使ってはいけないといわれたら迷わず、この技を選択する」と語るほど、この技へのこだわりは強かった。
チキンウィング・アームロックはストレートアームバーとともにダブルリストロックである。
柔道では腕緘に含まれるが、自身のもう一方の腕や手首を掴まない場合は腕挫手固、ハンマーロック（腕挫召捕）となる。UFCでマイケル・キエーザが極めたのは腕緘ではなく腕挫手固である。三角絞を掛けながら掛けた場合は腕挫三角固となる。UFCでルーク・ロックホールド、 ジョー・ローゾンが極めたのは腕緘ではなく腕挫三角固である。